# Never Let Me Down Again
Never Let Me Down Again – singel zespołu Depeche Mode promujący album Music for the Masses. Teksty i muzykę napisał Martin Gore.

## Wydany w krajach
- Australia (7", 12")
- Belgia (7", 12", CD)
- Brazylia (CD)
- Filipiny (12)
- Francja (7", 12", CD)
- Hiszpania (7", 12")
- Holandia (7", 12")
- Japonia (7", 12")
- Kanada (7")
- Niemcy (7", 12", CD)
- RPA (7")
- Unia Europejska (CD)
- USA (7", 12", płyta z włókna celulozowego(inne języki), CD)
- Wielka Brytania (7", 12", MC, CD)
- Włochy (7", 12")

## WydaniaMute Records
- BONG 14 wydany 24 sierpnia 1987
  1. Never Let Me Down Again – 4:20
  2. Pleasure Little Treasure – 2:51

- BONG 14 Promotional wydany kiedy
  1. Never Let Me Down Again – 4:20
  2. Pleasure Little Treasure – 2:51

- 12 BONG 14 wydany 24 sierpnia 1987
  1. Never Let Me Down Again (Split Mix) – 9:34
  2. Pleasure Little Treasure (Glitter Mix) – 5:34
  3. Never Let Me Down Again (Aggro Mix) – 4:53

- L12 BONG 14 wydany 24 sierpnia 1987
  1. Never Let Me Down Again (Tsangarides Mix) – 4:22
  2. Pleasure Little Treasure (Join Mix) – 4:53
  3. To Have and to Hold (Spanish Taster) – 2:33

- L12 BONG 14 reemisja wydana kiedy
  1. Never Let Me Down Again (Tsangarides Mix) – 4:22
  2. Pleasure Little Treasure (Join Mix) – 4:53
  3. To Have and to Hold (Spanish Taster) – 2:33

- P12 BONG 14 wydany kiedy
  1. Never Let Me Down Again
  2. Pleasure Little Treasure
  3. Never Let Me Down Again (Split Mix)

- C BONG 14 wydany 24 sierpnia 1987
  1. Never Let Me Down Again (Split Mix) – 9:34
  2. Pleasure Little Treasure (Glitter Mix) – 5:34
  3. Never Let Me Down Again (Aggro Mix) – 4:53

- CD BONG 14 wydany 24 sierpnia 1987
  1. Never Let Me Down Again (Split Mix) – 9:34
  2. Pleasure Little Treasure (Join Mix) – 5:04
  3. To Have and to Hold (Spanish Taster) – 2:33
  4. Never Let Me Down Again (Aggro Mix) – 4:54

- CD BONG 14 reedycja wydana kiedy
  1. Never Let Me Down Again (Split Mix) – 9:34
  2. Pleasure Little Treasure (Join Mix) – 5:04
  3. To Have and to Hold (Spanish Taster) – 2:33
  4. Never Let Me Down Again (Aggro Mix) – 4:54

- CD BONG 14 reedycja wydana 9 czerwca 1992
  1. Never Let Me Down Again – 4:23
  2. Pleasure Little Treasure – 2:53
  3. Never Let Me Down Again (Split Mix) – 9:36
  4. Pleasure Little Treasure (Glitter Mix) – 5:37
  5. Never Let Me Down Again (Aggro Mix) – 4:57
  6. Never Let Me Down Again (Tsangarides Mix) – 4:24
  7. Pleasure Little Treasure (Join Mix) – 4:55
  8. To Have and to Hold (Spanish Taster) – 2:35

- CD BONG 14X reedycja wydana kiedy
  1. Never Let Me Down Again – 4:17
  2. Pleasure Little Treasure – 2:52
  3. Never Let Me Down Again (Split Mix) – 9:32
  4. Pleasure Little Treasure (Glitter Mix) – 5:34
  5. Never Let Me Down Again (Aggro Mix) – 4:54
  6. Never Let Me Down Again (Tsangarides Mix) – 4:22
  7. Pleasure Little Treasure (Join Mix) – 4:50
  8. To Have and to Hold (Spanish Taster) – 2:33

## Twórcy
- David Gahan – wokale główne, sampler.
- Martin Gore – syntezator, gitara, wokale wspierające, sampler.
- Alan Wilder – syntezator, fortepian, automat perkusyjny, chórki, sampler.
- Andrew Fletcher – syntezator, chórki, sampler.